# Барщик Іван Васильович
Іван Васильович Барщик — молодший сержант Збройних Сил України, учасник російсько-української війни, що загинув у ході російського вторгнення в Україну в 2022 році.

## Життєпис
Іван Барщик народився 24 серпня 1974 року в селі Довге Дрогобицького району Львівської області. Мешкав у селі Попелі Бориславської міської територіальної громади. У 1992 році закінчив Бориславський професійно-технічний ліцей (зараз — Бориславський професійний ліцей) за спеціальністю «слюсар». Брав участь у війні на сході України. З початком повномасштабного російського вторгнення в Україну перебував на передовій. Загинув 23 березня 2022 року в місті Золоте Луганської області внаслідок бойового зіткнення та масового артилерійського обстрілу. Поховали загиблого 29 березня 2022 року на кладовищі в селі Попелі на Бориславщині.

## Нагороди
- Орден «За мужність» III ступеня (2022, посмертно) — за особисту мужність і самовіддані дії, виявлені у захисті державного суверенітету та територіальної цілісності України, вірність військовій присязі[3].